# Gaoluo (sockenhuvudort i Kina, Hubei Sheng, lat 29,73, long 109,49)
Gaoluo (kinesiska: 高罗, 高罗乡) är en sockenhuvudort i Kina. Den ligger i provinsen Hubei, i den centrala delen av landet, omkring 470 kilometer väster om provinshuvudstaden Wuhan. Antalet invånare är 39 157. Befolkningen består av 18 803 kvinnor och 20 354 män. Barn under 15 år utgör 19,0 %, vuxna 15-64 år 68 %, och äldre över 65 år 11,0 %.
Runt Gaoluo är det ganska tätbefolkat, med 144 invånare per kvadratkilometer. Närmaste större samhälle är Shadaogou, 7,6 km sydost om Gaoluo. I omgivningarna runt Gaoluo växer huvudsakligen savannskog.
Genomsnittlig årsnederbörd är 1 677 millimeter. Den regnigaste månaden är september, med i genomsnitt 284 mm nederbörd, och den torraste är december, med 18 mm nederbörd.